# Лос Аркос де Уастла (Запопан)
Лос Аркос де Уастла (шп. Los Arcos de Huaxtla) насеље је у Мексику у савезној држави Халиско у општини Запопан. Насеље се налази на надморској висини од 1459 м.

## Становништво
Према подацима из 2010. године у насељу су живела 4 становника.

### Хронологија
| Година       | 2005       | 2010 |
| ------------ | ---------- | ---- |
| Становништво | 12 (5 / 7) | 4    |

### Попис
| # | Индикатор                     | Вредност |
| - | ----------------------------- | -------- |
| 1 | Укупно домаћинстава           | 3        |
| 2 | Укупно насељених домаћинстава | 2        |
| 3 | Величина локације             | 1        |